# Bird Beers Chapman

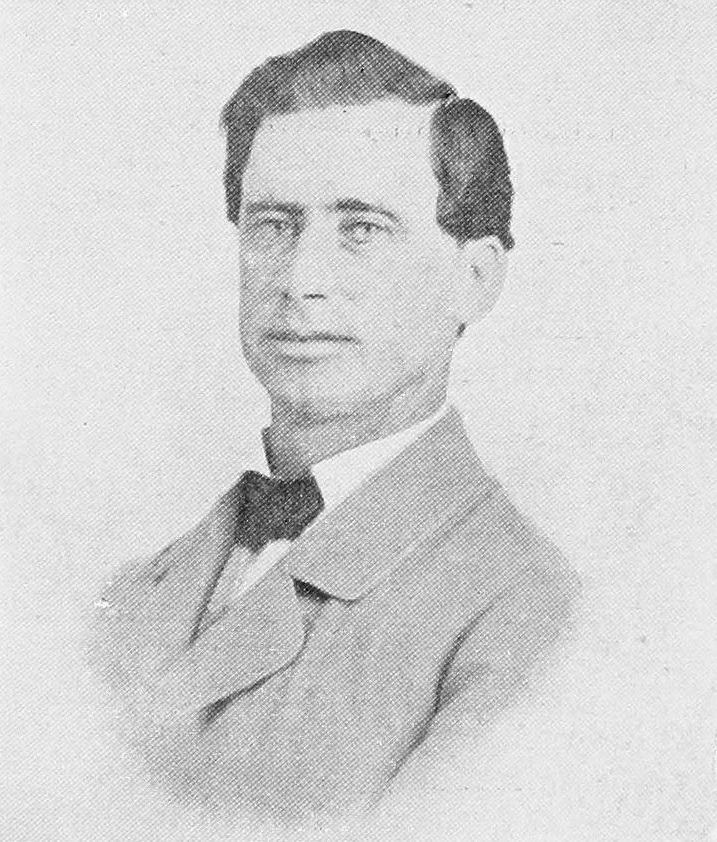
Bird B. Chapman, Abbildung aus der Illustrated History of Nebraska. Volume I (1907)

Bird Beers Chapman (* 24. August 1821 in Salisbury, Litchfield County, Connecticut; † 21. September 1871 in Put-in-Bay, Ottawa County, Ohio) war ein US-amerikanischer Politiker. Zwischen 1855 und 1857 vertrat er das Nebraska-Territorium als Delegierter im US-Repräsentantenhaus.

## Werdegang
Bird Chapman besuchte die öffentlichen Schulen seiner Heimat und studierte anschließend Jura. Nach seiner Zulassung als Rechtsanwalt begann er in Elyria seinen neuen Beruf auszuüben. Später zog er nach Omaha im Nebraska-Territorium. Dort gab er zwischen 1855 und 1859 die Zeitung „Omaha Nebraskan“ heraus.
Chapman war Mitglied der Demokratischen Partei. Als deren Kandidat wurde er 1854 zum Delegierten im US-Repräsentantenhaus gewählt, wo er am 4. März 1855 Napoleon Bonaparte Giddings ablöste. Als Delegierter hatte er im Kongress allerdings kein Stimmrecht. Bei den nächsten Kongresswahlen im Jahr 1856 unterlag er Fenner Ferguson. Er hat diese Wahl dann erfolglos angefochten.
Nach seiner Tätigkeit im Kongress ist Bird Chapman politisch nicht mehr in Erscheinung getreten. Er starb im September 1871 und wurde in Elyria beigesetzt.